# Homalia scalpellifolia
Homalia scalpellifolia là một loài rêu trong họ Neckeraceae. Loài này được (Mitt.) Bosch & Sande Lac. mô tả khoa học đầu tiên năm 1863.